# Moneron

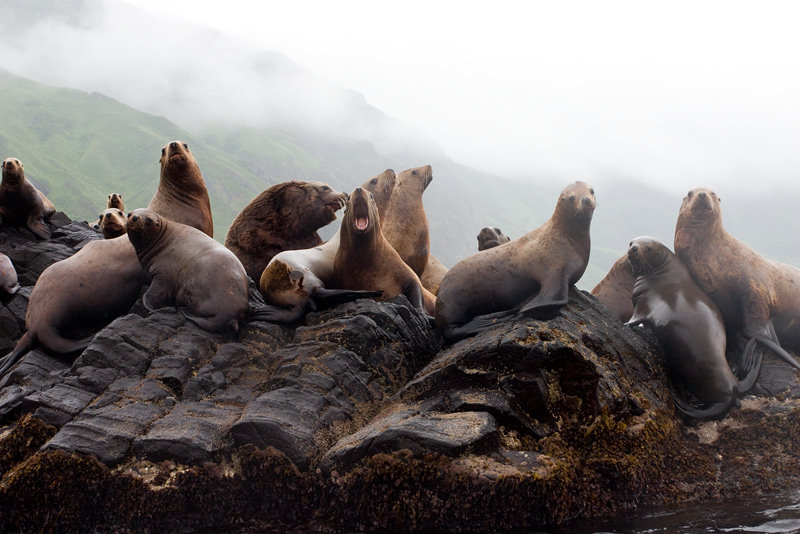
Lleons de mar de Steller a l'illa de Moneron

Moneron (en rus Монерон, en japonès 海馬島, Kaibato, en ainu Todomoshiri) és una illa rocallosa de Rússia situada a l'estret de Tatària, a 48 quilòmetres de la costa sud-oest de l'illa de Sakhalín. Aquesta illa, de 30 km² de superfície, constitueix el primer parc nacional marí rus. Hi ha molts penya-segats amenaçadors que baixen perpendicularment fins al mar, així com alguns vestigis de camins japonesos.

## Etimologia
L'illa rebé el seu nom en honor de Paul Mérault Monneron, enginyer en cap de l'expedició de Jean-François de La Pérouse, qui va descobrir l'illa.

## Fauna
L'estranya combinació de corrents submarins diversos, així com la influència del corrent càlid de Kuroshio, explica la forta presència de mol·luscs i crustacis subtropicals, així com estrelles de mar, molts presents als fons marins que envolten l'illa. També s'hi han observat nombroses colònies d'ocells.